# Ernie Hannigan
Ernie Hannigan (Glasgow, 24 gennaio 1943 – Perth, 21 maggio 2015) è stato un calciatore scozzese, di ruolo attaccante.

## Biografia
Hannigan è morto nel 2015 di cancro a Perth, in Australia ove era emigrato nel 1973.

## Caratteristiche tecniche
Era un'ala destra veloce con un eccellente controllo di palla e un tiro pericoloso, con uno stile di corsa particolare.

## Carriera
Formatosi nel St. Roch's Boys Juniors, Hannigan inizia la carriera agonistica nel Queen of the South, con cui ottiene la promozione in massima serie al termine della Scottish Division Two 1961-1962, avendo il merito di aver fornito numerosi assist al cannoniere del club Neil Martin. Gioca due stagioni nella massima serie scozzese, retrocedendo però in cadetteria al termine della Scottish Division One 1963-1964.
Nel 1964 viene ingaggiato per £15.000 dai cadetti inglesi del Preston N.E.. Dopo una prima stagione da riserva di Dave Wilson, divenne titolare, facendosi notare per l'ottimo rendimento.
All'inizio della stagione 1967-1968 viene ingaggiato dal Coventry City per £55.000, una delle cifre più alte mai spese dal club fino ad allora per un giocatore, come primo acquisto del nuovo tecnico Noel Cantwell, squadra della massima divisione inglese, ottenendo il ventesimo posto in campionato e risultando il miglior marcatore del suo club con 5 reti. 
L'esordio di Hannigan avvenne in una sconfitta interna per 3-0 contro il Fulham, ma una settimana dopo all'Elland Road contro il Leeds Utd ha segnato la sua prima rete con il Coventry City, con uno spettacolare tiro al volo, permettendo al City di ottenere il pareggio per 1-1. Poco dopo l'ingaggio Hannigan ha un incidente automobilistico, che lo costringe a saltare alcune partite.
Nella First Division 1969-1970 finì ai margini della rosa, venendo prestato nell'inverno 1969 anche al Torquay Utd.
Nella stagione 1970-1971 torna in Scozia per giocare nel Greenock Morton, con cui ottiene l'ottavo posto in campionato.
Nel 1971, dopo aver giocato nell'Elizabeth S.C., viene ingaggiato dagli statunitensi N.Y. Cosmos, alla loro stagione d'esordio nella North American Soccer League. Con i Cosmos, dopo aver ottenuto il secondo posto nella Northern Division, fu eliminato con i suoi dall'Atlanta Chiefs dalla corsa al titolo della NASL 1971.
Terminata l'esperienza con i Cosmos giocò per i New Jersey Brewers prima di tornare in Scozia in forza al Queen of the South, con cui ottenne l'undicesimo posto nella Scottish Division Two 1972-1973. Dopo aver avuto una breve esperienza nel Raith Rovers, si trasferisce in Australia per giocare nello Stirling City di Perth, facendosi notare come una delle migliori ali dell'Australia Occidentale in quei anni, oltre ad avere una esperienza ad Hong Kong nell'Eastern.
Nel 2012 venne inserito nel "Western Australia Football Hall of Fame".